# 青山湖大道站
青山湖大道站位于中华人民共和国江西省南昌市青山湖区北京东路和青山湖大道和青山湖南大道交叉口，是南昌地铁1号线的地铁车站，车站于2015年12月26日和1号线一同启用。

## 车站结构
站厅在地下一层，站台在地下二层为岛式站台。
车站面积规划为11760㎡，核实为11351.7㎡，占地面积约15.5亩。
青山湖大道站位于青山湖大道与北京东路交叉口，沿北京东路下方呈东西向布置。五干一分渠暗渠横穿北京东路并跨越车站主体基坑，包含两根雨污水管。为保障主体施工顺利进行，施工期间将该暗渠自原设计位置向东临时迁移20米，待主体结构完工后，再迁回至预留位置。

### 楼层
| 1层  | 地面               | 出入口                       |  |  |
| 夹层 | 暗渠预留结构       | 五干一分渠暗渠               |  |  |
| -1层 | 站厅               | 自动售票机、客服中心         |  |  |
| -2层 |                    | █ 1号线 往昌北机场（谢家村） |  |  |
|      | 岛式站台，左侧开门 |                              |  |  |
|      |                    | █ 1号线 往麻丘（高新大道）   |  |  |

### 出入口
本站共开放3个出入口，预留2个出入口。
| 编号                   | 指示           | 图片 | 建议前往的目的地                                                   |
| ---------------------- | -------------- | ---- | ------------------------------------------------------------------ |
| 出口 · 1L              | （预留）       |      |                                                                    |
| 出口 · 2L              | 北京东路北侧   |      | 江西省疾病预防控制中心、青山湖大道、石泉村、学院路、江西省肿瘤医院 |
| 出口 · 3L              | 青山湖大道西侧 |      | 北京东路、南昌大学科学技术学院                                     |
| 出口 · 4L · 升降机标志 | 北京东路南侧   |      | 青山湖南大道、江西省水土保持科学研究院、保安公司校区               |
| 註： 設有              |                |      |                                                                    |

## 历史
- 2009年6月2日《南昌市轨道交通1号线一期工程环境影响报告书（简本）》中本站名为青山湖大道站位于北京东路与青山湖大道交叉口[10][11]。
- 2010年8月30日的1号线一期24个站点暂用名定为青山湖大道站[2]。
- 2010年12月15日确定本站名称不变[12]。
- 2012年5月青山湖大道站进入主体结构施工阶段。[13]
- 2015年12月26日随1号线一期一同启用。